# Издательство
Изда́тельство — предприятие (государственное, общественное, кооперативное или частное) — медиакомпания, которая работает в области литературы, искусства, музыки или науки, и продукция которой может воспроизводиться и распространяться.
Распространение издательской продукции может осуществляться через каналы торговли, интернет, а также непосредственно самим издателем. Распространение может быть как платным, так и бесплатным, в зависимости от целей существования издательства и от его бизнес-модели.
Сущность издательской деятельности — распространение информации и создание прибавочной стоимости объектов авторского права. Издательство, руководствуясь своим опытом, приобретает исключительное право у автора (писателя, художника) на издаваемое произведение, и организует его воспроизведение (изготовление) и распространение. При этом практикуется как гонорар — выплата разового вознаграждения автору Произведения, так и роялти — выплата определённого договором процента от выручки за продажу произведения.
Издателем называется физическое или юридическое лицо, которое занимается изданием печатной или электронной продукции.

## Классификация издательств
По масштабу деятельности:
- крупные — более 100 названий в год
- средние
- малые — от нескольких названий в год.

По видам издаваемой литературы и её читательскому назначению:
- универсальные
- специализированные

По форме собственности:
- частные
- кооперативные
- акционерные
- государственные
- партийные
- издательства общественной организации

По целям предпринимательской деятельности:
- коммерческие
- некоммерческие

По административно-территориальному признаку:
- местные
- национальные
- транснациональные

По материальной конструкции выпускаемых изданий (твёрдая, мягкая обложка и др.)
По знаковой природе информации:
- текстовые книги
- нотные издательства
- картографическая продукция
- литература для слепых и слабовидящих
- электронные издания
- издательства настольных игр.

По типу литературы:
- научное
- учебное
- рекламное